# Pfitsch
Pfitsch (italienisch Val di Vizze) ist eine der nördlichsten Gemeinden von Südtirol in Italien mit 3091 Einwohnern (Stand 31. Dezember 2023). Die Gemeinde erhielt ihren Namen vom Pfitscher Tal, in dem sie liegt. Ihr Hauptort ist Wiesen am Eingang des Tals.

## Geografie
Die Gemeinde Pfitsch befindet sich im Norden Südtirols und nimmt dort das gesamte Pfitscher Tal sowie die umliegenden Berge ein. Das Pfitscher Tal – vom Pfitscher Bach durchflossen – zweigt bei Sterzing vom Wipptal in nordöstliche Richtung ab und führt über 20 km in die Zillertaler Alpen hinein. Die Gemeindefläche beträgt 142,00 km². 
Die Gemeinde ist in die drei Fraktionen Wiesen, Kematen und St. Jakob gegliedert, die wiederum eine ganze Reihe kleinerer Weiler umfassen, etwa Flains, Moos, Burgum, Schmuders, Tulfer, Kematen, St. Jakob, Stein, Maibad, Ried, Rain, Grube, Kinzen, Wald, Wiesen und Bahnhof.

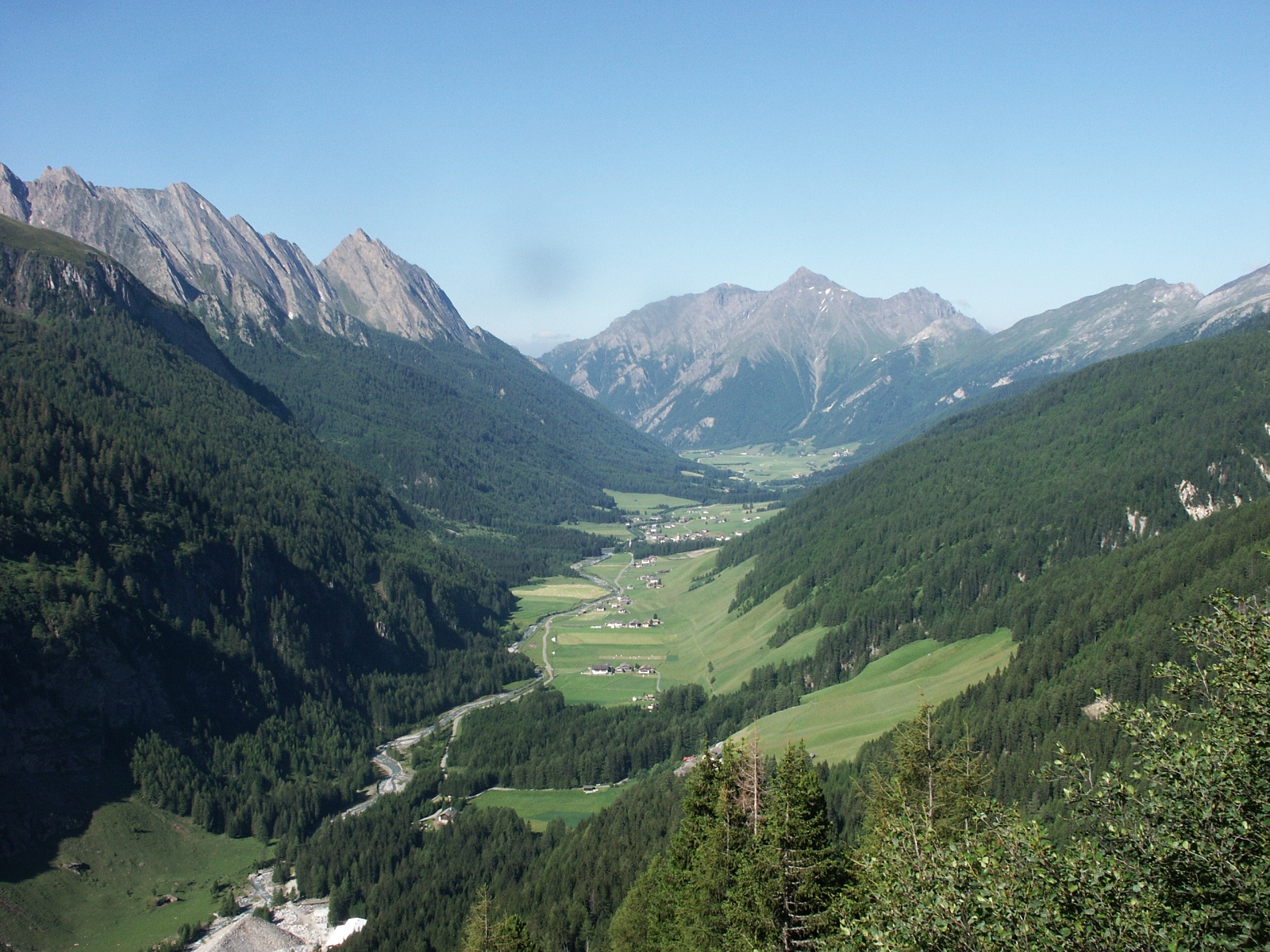
Blick vom Pfitscher Joch in südwestliche Richtung ins Pfitscher Tal

Die Fraktion Wiesen (940–970 m) befindet sich am Talausgang vor dem Sterzinger Becken. In dieser Gegend stößt das Pfitscher Gemeindegebiet bis an den Eisack und somit unmittelbar an das Sterzinger Stadtzentrum, wodurch etwa der Sterzinger Bahnhof eigentlich in Pfitsch liegt. Im Süden bildet hier der Pfitscher Bach in seinem letzten Teilstück vor der Einmündung in den Eisack die Grenze zur Nachbargemeinde Freienfeld. Kematen befindet sich grob in der Mitte des Pfitscher Tales, während St. Jakob die höchstgelegene Fraktion ist.
Das erste Teilstück der Berge, die das Pfitscher Tal im Nordwesten und Norden begrenzen, ist der Tuxer Kamm. Zu den bedeutendsten Gipfeln hier zählen die Weißspitze (2714 m), das Hühnerspiel (2790 m), die Rollspitze (2776 m), die Kalkwandstange (2386 m), die Flatschspitze (2570 m) und der Wolfendorn (2776 m). Das Schlüsseljoch (2212 m) und das Brennermäuerl (2395 m) bilden einen Übergänge nach Brennerbad bzw. zum Brennerpass in der Gemeinde Brenner. Ab dem Wolfendorn rechnet der Gebirgszug nördlich über dem Pfitscher Tal, der nun auch die italienisch-österreichische Staatsgrenze zum Bundesland Tirol trägt, zum Alpenhauptkamm. Nach dem Kraxentrager (2999 m) erhebt sich mit der Hohen Wand (3289 m) der erste Gipfel des Zillertaler Hauptkamms, der von hier ostwärts streicht und zunächst zum Einschnitt des Pfitscher Jochs (2246 m), der das Pfitscher Tal mit dem Zamser Grund in Nordtirol verbindet, abfällt. Im äußersten Osten des Gemeindegebiets befinden sich mit der Hochfernerspitze (3463 m), dem Hochfeiler (3509 m) und dem Hohen Weißzint (3371 m) die höchsten Gipfel von Pfitsch. Am Hohen Weißzint lösen sich die Pfunderer Berge, die einen nach Südwesten streichenden Kamm ausbilden, der das Pfitscher Tal südseitig begrenzt und zu dem von dort mehrere kurze Seitentäler vordringen. Der erste kurze Abschnitt dieses Gebirgszugs zwischen Hohem und Niederem Weißzint (3263 m) bildet die Gemeindegrenze zu Mühlwald im Mühlwalder Tal. In der Folge trennt der Kamm auf der Höhe von Rotem Beil (2949 m) und Grabspitze (3062 m) Pfitsch vom zur Gemeinde Vintl gehörenden Pfunderer Tal, sowie auf der Höhe der Wilden Kreuzspitze (3135 m) vom zur Gemeinde Mühlbach gehörenden Valler Tal. Südwestlich der Wilden Kreuzspitze verliert der Gebirgszug immer mehr an Höhe und läuft – zuletzt die Gemeindegrenze zu Freienfeld tragend – zum Wipptal hin aus.
In Pfitsch gibt es keine bedeutenden Stillgewässer, jedoch eine Reihe kleinerer Bergseen an den nördlichen Talflanken, darunter die Hatzlacke (1850 m), den Grafsee (1999 m) und die Pfitscher-Joch-Seen (über 2200 m).

## Geschichte
Die Besiedlung des Gemeindegebietes geht bis in die Römerzeit zurück, denn bereits um 600 n. Chr. dürften die heutigen Siedlungen Flains, Tulfer und Kematen bestanden haben. Eindeutige archäologische Funde machen sich jedoch vergleichsweise rar.
Die erste urkundliche Erwähnung des Gemeindegebiets geht aus einer Schenkungsurkunde des Jahres 827 n. Chr. hervor, als Besitzungen in Flains („Ualones“) und Tulfer („Tuluares“) an das Kloster Innichen übertragen wurden.
Um 1070 kam es zu einem Felssturz, durch welchen der See, welcher das hintere Tal bis dahin ausfüllte, entleert wurde. Dadurch wurde auch der hintere Teil des Tales bewohnbar.
Rund hundert Jahre später, im Jahr 1186, wird in einem päpstlichen Schutzprivileg für das Regularkanonikerstift Au bei Bozen dessen Besitz „in Phize“ genannt. Ein Wohnturm in Pfitsch gehörte, wie auch das Schloss Moos (in Wiesen, ab 1325 erwähnt), der Familie Trautson.
1931 entstand die Gemeinde in ihrem heutigen Umfang durch die Zusammenlegung der bis dato selbstständigen Gemeinden Wiesen und Pfitsch.

## Politik

### Bürgermeister
Faschistische Amtsbürgermeister (podestà) der ehemaligen Gemeinde Pfitsch:
- Giuseppe Vandoni: 1926–1929
- Lodovico Merelli: 1929–1930
- Manlio Trabalza: 1930–1931

Faschistische Amtsbürgermeister (podestà) der ehemaligen Gemeinde Wiesen:
- Johann Weissteiner: 1923–1928
- Leopoldo Traversi: 1928–1928
- Leonardo Magi: 1929–1929
- Achille de Cadillac: 1930–1931

Faschistische Amtsbürgermeister (podestà) und kommissarischer NS-Bürgermeister der 1931 aus Wiesen und Pfitsch zusammengelegten Gemeinde Pfitsch:
- Achille de Cadillac: 1931–1938
- Francesco del Chicca: 1938–1940
- Enrico Schievano: 1940–1943
- Alois Kortleitner: 1943–1944

Bürgermeister der Gemeinde Pfitsch seit 1945:
- Johann Bacher: 1945–1977
- Johann Pupp: 1977–2000
- Johann Frei: 2000–2015
- Stefan Gufler: seit 2015

### Wappen
Blasonierung: Schild geteilt von Schwarz und Grün: Oben eine natürliche aufrechte Bergkristalldrüse mit drei gespreizten Kristallen. Unten ein aufrechtes, silbernes Hufeisen. Der Bergkristall steht für den ehemals betriebenen Bergbau, den Kristallreichtum und das dunkle Schiefergestein. Das Hufeisen ist dem Wappen eines ehemaligen örtlichen Gerichtsherrn entnommen. Der grüne Grund symbolisiert den Ortsteil Wiesen.

## Bevölkerung
Pfitsch ist gemäß den erhobenen Sprachgruppenzugehörigkeitserklärungen bzw. Sprachgruppenzuordnungserklärungen eine mehrheitlich deutschsprachige Gemeinde. Als Berechnungsgrundlage der folgenden Prozentwerte wurden die gültigen Erklärungen von Personen mit italienischer Staatsbürgerschaft herangezogen.
| Sprache     | 1981    | 1991    | 2001    | 2011    | 2024    |
| ----------- | ------- | ------- | ------- | ------- | ------- |
| Deutsch     | 89,40 % | 89,90 % | 90,38 % | 90,98 % | 87,22 % |
| Italienisch | 10,46 % | 9,85 %  | 9,29 %  | 8,94 %  | 12,60 % |
| Ladinisch   | 0,13 %  | 0,25 %  | 0,33 %  | 0,08 %  | 0,18 %  |

## Bildung
Auf dem Gemeindegebiet von Pfitsch befinden sich drei Grundschulen in Wiesen, Kematen und St. Jakob, die alle dem deutschen Schulsprengel Sterzing III angeschlossen sind.

## Verkehr
Für den Kraftverkehr ist Pfitsch in erster Linie durch die Landesstraße 508 erschlossen (einstmals Teil der SS 508). Im Schienenverkehr bietet der im Gemeindegebiet gelegene Bahnhof Sterzing-Pfitsch Zugang zur Brennerbahn.

## Persönlichkeiten
- Hanns Georg Fux (1661–1706), Bildhauer in Straubing